# Mark Akenside
Mark Akenside (Newcastle upon Tyne, 9 novembre 1721 – Londra, 23 giugno 1770) è stato un poeta e medico inglese.
Dedicatosi alla poesia fin da giovane, la sua fama è legata al poema I piaceri dell'Immaginazione (The Pleasures of Imagination, 1744), un dittico in tre libri che riprende temi di Joseph Addison e Anthony Ashley Cooper, III conte di Shaftesbury. Il poema fu tradotto in italiano nel 1764 da Angelo Mazza.
Akenside contribuì alla nascita del gusto neoclassico di ispirazione greca e anticipò temi e forme della prima generazione romantica.

## Opere
- The Pleasures of Imagination, London, 1744